# Dog with a Blog
Dog with a Blog er en amerikansk tv-serie, sendt første gang på Disney Channel i 2012. Serien følger familien Jennings-James og deres talende hund, som også er online-blogger, Stan. Førstnævnte er en hemmelighed mellem husets tre børn Tyler, Avery og Chloe. Man hører om familiens daglige liv, og det venskab især familiens mellemste, Avery, der er en af seriens mest centrale personer, knytter med Stan.

## Medvirkende
- Blake Michael (Tyler, familiens ældste)
- Genevieve Hannelius (Avery, mellemste barn og Stans aller nærmeste)
- Francesca Capaldi (familiens yngste Chloe)
- Regan Burns ( faderen Bennett)
- Beth Littleford (moderen Ellen)